# Сан Марино на Светском првенству у атлетици у дворани 2018.
Сан Марино је дванаести пут учествовао на 17. Светском првенству у атлетици у дворани 2018. одржаном у Бирмингему од 1. до 4. марта. Репрезентацију Сан Марина представљао је 1 атлетичар који се такмичио у трци на 60 метара.,
На овом првенству такмичар Сан Марина није освојио ниједну медаљу нити је остварио неки резултат.

## Учесници
Мушкарци:
- Франческо Молинари — 60 м

## Резултати

### Мушкарци
| Атлетичар          | Дисциплина | Лични рекорд | Квалификације | Квалификације | Полуфинале           | Полуфинале           | Финале               | Финале       | Детаљи |
| Атлетичар          | Дисциплина | Лични рекорд | Резултат      | Место         | Резултат             | Место                | Резултат             | Место        | Детаљи |
| ------------------ | ---------- | ------------ | ------------- | ------------- | -------------------- | -------------------- | -------------------- | ------------ | ------ |
| Франческо Молинари | 60 м       | 6,91         | 7,17          | 7. у гр. 4    | Није се квалификовао | Није се квалификовао | Није се квалификовао | 43 / 49 (52) |        |